# 1990年全米オープン (テニス)
1990年 全米オープン（1990ねんぜんべいオープン、US Open 1990）は、アメリカ・ニューヨークマンハッタンにある「USTAナショナル・テニスセンター」にて、1990年8月27日から9月9日にかけて開催された。

## みどころ
- 男子シングルス優勝者のピート・サンプラスが、「19歳28日」で全米オープンの男子最年少優勝記録を樹立した。大会黎明期の1890年にオリバー・キャンベル（1871年 - 1953年）が打ち立てた「19歳6ヶ月9日」の優勝記録を100年ぶりに更新した。後に14個のグランドスラムタイトルを獲るサンプラスの最初のタイトルである。[1]
- 女子シングルス優勝者のガブリエラ・サバティーニは、アルゼンチン出身の女子テニス選手として最初の4大大会優勝者になった。サバティーニとシュテフィ・グラフは、2年前の1988年にも全米オープンで決勝対決をしていた。

## シード選手

### 男子シングルス
1. ステファン・エドベリ　（1回戦）
2. ボリス・ベッカー　（ベスト4）　［注：ドイツ再統一は10月3日。この大会までは西ドイツの国籍表示］
3. イワン・レンドル　（ベスト8）
4. アンドレ・アガシ　（準優勝）
5. アンドレス・ゴメス　（1回戦）
6. トーマス・ムスター　（4回戦）
7. エミリオ・サンチェス　（4回戦）
8. ブラッド・ギルバート　（3回戦）
9. アーロン・クリックステイン　（ベスト8）
10. アンドレイ・チェスノコフ　（3回戦）
11. マイケル・チャン　（3回戦）
12. ピート・サンプラス　（初優勝）
13. ジェイ・バーガー　（4回戦）
14. ジム・クーリエ　（2回戦）
15. ゴラン・イワニセビッチ　（3回戦）
16. マルティン・ハイテ　（2回戦）

### 女子シングルス
1. シュテフィ・グラフ　（準優勝）　［注：ドイツ再統一は10月3日。この大会までは西ドイツの国籍表示］
2. マルチナ・ナブラチロワ　（4回戦）
3. モニカ・セレシュ　（3回戦）
4. ジーナ・ガリソン　（ベスト8）
5. ガブリエラ・サバティーニ　（初優勝）
6. アランチャ・サンチェス・ビカリオ　（ベスト4）
7. カテリナ・マレーバ　（4回戦）
8. メアリー・ジョー・フェルナンデス　（ベスト4）
9. マニュエラ・マレーバ・フラニエール　（ベスト8）
10. コンチタ・マルチネス　（3回戦）
11. ヘレナ・スコバ　（4回戦）
12. ヤナ・ノボトナ　（ベスト8）
13. ジェニファー・カプリアティ　（4回戦）
14. ナタリア・ズベレワ　（2回戦）
15. ジュディス・ヴィースナー　（4回戦）
16. バルバラ・パウルス　（4回戦）

## 大会経過

### 男子シングルス
準々決勝
- ジョン・マッケンロー vs.  デビッド・ウィートン　6-1, 6-4, 6-4
- ピート・サンプラス vs.  イワン・レンドル　6-4, 7-6, 3-6, 4-6, 6-2
- アンドレ・アガシ vs.  アンドレイ・チェルカソフ　6-2, 6-2, 6-3
- ボリス・ベッカー vs.  アーロン・クリックステイン　3-6, 6-3, 6-2, 6-3

準決勝
- ピート・サンプラス vs.  ジョン・マッケンロー　6-2, 6-4, 3-6, 6-3
- アンドレ・アガシ vs.  ボリス・ベッカー　6-7, 6-3, 6-2, 6-3

### 女子シングルス
準々決勝
- シュテフィ・グラフ vs.  ヤナ・ノボトナ　6-3, 6-1
- アランチャ・サンチェス・ビカリオ vs.  ジーナ・ガリソン　6-2, 6-2
- ガブリエラ・サバティーニ vs.  レイラ・メスヒ　7-6, 6-4
- メアリー・ジョー・フェルナンデス vs.  マニュエラ・マレーバ・フラニエール　6-2, 2-6, 6-1

準決勝
- シュテフィ・グラフ vs.  アランチャ・サンチェス・ビカリオ　6-1, 6-2
- ガブリエラ・サバティーニ vs.  メアリー・ジョー・フェルナンデス　7-5, 5-7, 6-3

## 決勝戦の結果
- 男子シングルス： ピート・サンプラス vs.  アンドレ・アガシ　6-4, 6-3, 6-2
- 女子シングルス： ガブリエラ・サバティーニ vs.  シュテフィ・グラフ　6-2, 7-6
- 男子ダブルス： ピーター・アルドリッチ＆ ダニー・ヴィッサー vs.  ポール・アナコーン＆ デビッド・ウィートン　6-2, 7-6, 6-2
- 女子ダブルス： マルチナ・ナブラチロワ＆ ジジ・フェルナンデス vs.  ヘレナ・スコバ＆ ヤナ・ノボトナ　6-2, 6-4
- 混合ダブルス： トッド・ウッドブリッジ＆ エリザベス・スマイリー vs.  ジム・ピュー＆ ナタリア・ズベレワ　6-4, 6-2